# Wilhelm Klose
Pour les articles homonymes, voir Klose.
Wilhelm Klose, né le 10 novembre 1830 à Karlsruhe et mort le 31 août 1914, est un peintre et mécène badois.

## Biographie
Wilhelm Klose est un neveu d'August Klose (de) qui fut deux fois bourgmestre de Karlsruhe et qui était un banquier très fortuné. Cela permit à Wilhelm Klose d'étudier à l'académie de Munich et plus tard de vivre comme rentier (Privatier) dans la villa d'August Klose près de la porte d'Ettling. Il y réunit un cercle d'amis qui comprend entre autres Victor von Scheffel, Josef Durm, Adolf Heer et Ferdinand Keller. 
Il soutient financièrement par des fondations des artistes doués, notamment dans le but d'embellir sa ville natale. De 1876 à 1908, il est conseiller municipal, et dès 1871 fait don de fortes sommes à la ville. C'est ainsi que sont financées la fontaine d'Hygée (de) de Johannes Hirt et la fontaine Malsch à la porte d'Ettling (de), qui n'existe plus depuis 1963, et la Festhalle détruite pendant la Seconde Guerre mondiale. Il a aussi financé la conception artistique des bains Vierordt (de). Il a également contribué de manière significative à la création d'une bibliothèque publique et au soutien des malades nécessiteux. Il est enterré au cimetière principal de Karlsruhe.
Il laisse par testament à la ville de Karlsruhe 500.000 marks-or avec l'obligation de consacrer cette somme à l'art public. Une grande partie de celle-ci s'est volatilisée par l'inflation d'après-guerre.

## Quelques œuvres

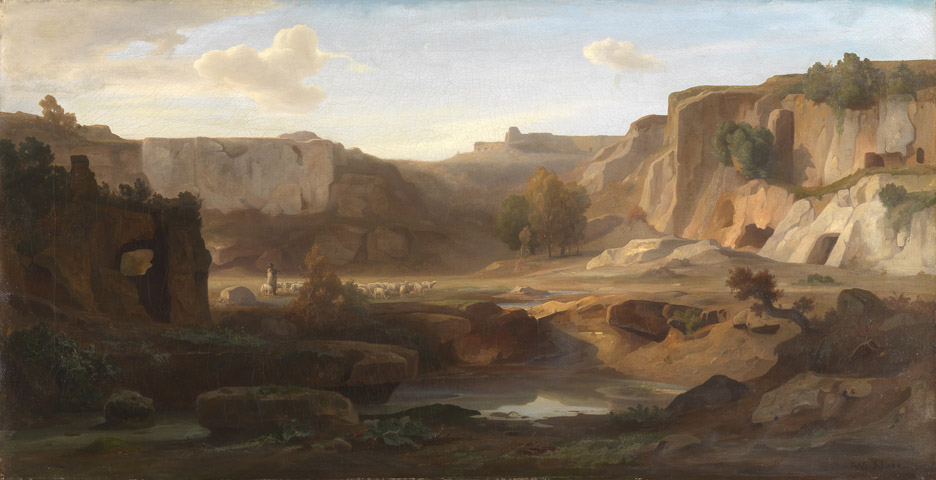
Ruines de Falerii.

Klose a surtout peint des paysages italiens idéaux. Quatre de ses peintures ornent la rotonde des bains de Vierordt.

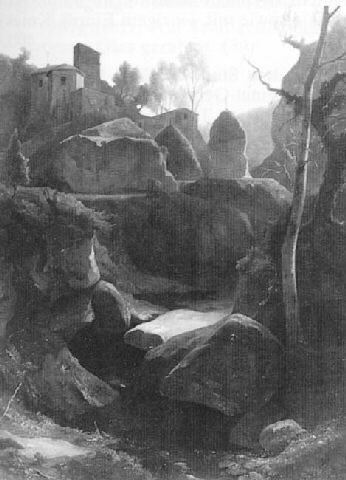
Paysage près d'Olevano.
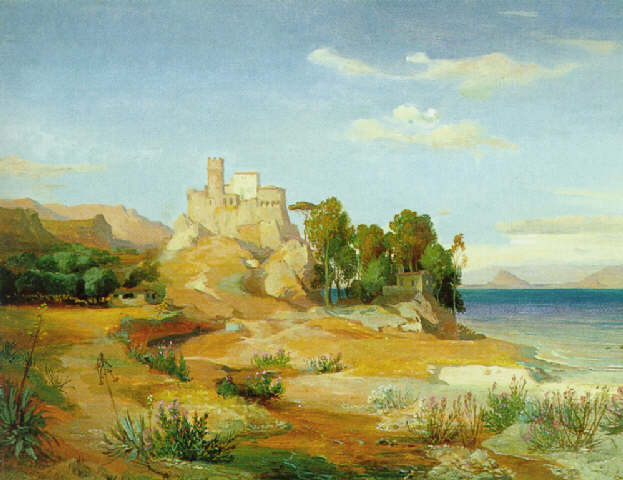
Paysage près d'Alessio.

## Distinctions
Pour son 70e anniversaire, Klose est fait citoyen d'honneur de la ville de Karlsruhe. En 1912, une rue du quartier de  Südweststadt (Karlsruhe) est baptisée de son nom.